# Raster
Raster (v tiskarstvu) je veliko število majhnih rastrskih pik, ki dajo iluzijo poltonskih vrednosti.
Rastrske pike se razlikujejo po:
- barvi
- gostoti
- velikosti
- obliki
- tonu
- razporeditvi

## Vrste rastrov
Vrste rastrov so razdeljene glede na lastnosti rastrskih pik.

### Amplitudno moduliran raster (AM)
Medsebojna razdalja med pikami je enaka, pike se razlikujejo le po velikosti. Tiskanje takih rastrov je enostavno, poleg tega je to najbolj uporabna metoda zadnjih 70 let. Tak pristop ima nekaj slabosti, kot je prirast rastrske pike, velika možnost nastanka moire efekta in težko doseganje visoke resolucije.
Pravilna postavitev rastrov v CMYK tisku povzroči nastanek rozet.

### Frekvenčno moduliran raster (FM)
Velikost rastrskih pik je enaka, spreminja pa se gostota pik. V primerjavi s AM rastrom je FM natančnejši, ima lepše prehode, nima moire efekta...

### Hibridni raster
Uporabljati se je začel šele v zadnjem času. Obstaja nekaj vrst hibridnih rastrov (več podjetij je razvilo lastne hibridne rastre), ki poskušajo zmanjšati slabosti AM in FM rastra.